# Fabio Girão
Fabio Girão de Freitas (Rio de Janeiro, 5 de agosto de 1959) é um instrumentista, produtor musical e compositor brasileiro.

## Discografia
- 2012 – Dias de Blumer (Edu A.) – participação
- 2011 – Total Unknown (Mario Costa) – participação
- 2010 – Larga do Meu Pé, Bossa Nova (Paulo Malaguti) – participação
- 2009 – Uma Coisa é Uma Coisa, Outra Coisa é Outra Coisa (Mu Chebabi) – participação
- 2007 – Cassiopéia (Clara Sandroni) – participação
- 2004 – Suíte do Rio (Monique Aragão) – participação
- 2001 – Bicicleta de Paraíba (Mu Chebabi) – participação
- 1984 – Planeta Azul (Mario Adnet) – participação
- 1983 – Baque Solto (Lenine & Lula Queiroga) – participação
- 1983 – Zoada de Boca (Tadeu Mathias) – participação